# Épületgépészet
Az épületgépészet feladata, hogy biztosítsa az épület használói számára a komfortérzetet, ivóvizet, a keletkező szennyvíz elvezetését, a megfelelő hőmérsékletet, a megfelelő minőségű és paraméterű levegőt. Az épületgépészet nagy általánosságban az épületeken belüli csőhálózatokkal, azok szerelvényeivel és a hozzájuk kapcsolódó berendezésekkel foglalkozik.
Az épületgépészet több részből tevődik össze:
- fűtéstechnika
- vízellátás, csatornázás
- gázellátás – (égéstermék-elvezetés)
- légtechnika, szellőzés
- klímatechnika (lásd Légkondicionáló)
- villamosságtechnika

Érdekesség: az épületgépészeti szakma magyarországi alapító professzora, dr. dr. h. c. Macskásy Árpád (1904–1977) találta ki még a szót is: épületgépészet. Ő alapította a Budapesti Műszaki Egyetem Gépészmérnöki karán az Épületgépészeti Tanszéket 1950-ben, melynek 1971-ig volt vezetője. (Közben 3 évig volt vendégprofesszor a Drezdai Műszaki Egyetemen, ahol szintén beindította az épületgépészeti képzést.)

## Épületgépészeti tevékenység
A hatályos KSH TEÁOR'08 (NACA rev.2) szerint az alábbiak tartoznak a vállalkozói értelemben vett épületgépészeti tevékenység körébe:
43.2   Épületgépészeti szerelés tárgyszó alá
43.21    Villanyszerelés részletesen
valamennyi épületen és egyéb építményen elektromos rendszerek felszerelése és helyszíni szerelése
- elektromos vezeték és csatlakozó, mérőóra
- számítógép-hálózat és kábeltelevízió vezetékei száloptikás vezetékkel együtt
- távközlési vezetékhálózat
- antenna
- világítási rendszer
- tűz- és betörés elleni riasztórendszer
- közúti, vasúti világítási és elektromos jelzőrendszer
- repülőtéri kifutópálya világítása
- az elektromos eszközök és háztartási felszerelések csatlakoztatása

43.22    Víz-, gáz-, fűtés-, légkondicionáló-szerelés részletezés nélkül
43.29.   Egyéb épületgépészeti szerelés részletesen
épület és egyéb építmény különféle szerkezeteinek szerelése, beleértve a javítást és karbantartást, kivéve az előző pontokban említetteket, valamint az ipari gép szerelését
- felvonó, mozgólépcső, mozgójárda
- automata és forgóajtó
- irányjelző világító sáv
- központi porszívórendszer
- hő-, hang- vagy rezgésszigetelés

felszerelése épületen és egyéb építményen.

## Fűtéstechnika
A fűtéstechnika a jó közérzet biztosításának egyik eszköze. Ezt télen fűtéssel, nyáron hűtéssel lehet biztosítani. A komfortérzetet több tényező befolyásolja, ezeket az MSZ CR 1752:2000, Épületek szellőztetése, épületek belső környezetének tervezési alapjai c. szabvány tartalmazza. Tájékoztatólag a jó közérzethez téli fűtési időszakban kb. 20-22 C fok körüli helyiség-hőmérséklet megfelelő. 
Maga a fűtési rendszer a következőkből áll:
- hőleadó, hőfejlesztő készülék
- hőcserélő felület, fűtőfelület
- biztosító berendezések
- fűtési rendszer elrendezés, elemek
- szabályozás

A hőfejlesztő berendezések mai korszerű típusai közé tartozik a kondenzációs gázkazán, ill. megújuló energiával történő hőtermelés (pl. pelletkazán). A hőcserélő felületek terén az alacsony felületi hőmérsékletű fűtőfelületek adnak energiatakarékos fűtést. Biztonsági berendezések közül a túlnyomás biztosító szelep és a tágulási tartály általánosan szükséges, de vegyes tüzelésű, vagy pelletkazánokhoz külön további szerelvények szükségesek. 
A fűtési rendszer leggyakrabban zárt vízkörű, szivattyús, többrétegű műanyag csöves, kétcsöves, szivattyús rendszer. 
Szabályozáshoz, és kezeléshez megfelelő szerelvényeket alkalmaznak, így légtelenítő, leürítő, elzáró szerelvényeket, fűtőtesteken termosztatikus szelepeket, fűtési vízhőmérséklet szabályozást, és folyamatos kazán teljesítmény, valamint szivattyú fordulatszám szabályozást. A szabályozások összefoghatók központi épületfelügyeleti rendszerekbe, melyek más funkciókat is tartalmaznak, pl. világítás, riasztó. 

## Vízellátás, csatornázás
Vízellátás gyakorlatilag hideg ivóvíz közművesítést jelent. Az utcai vezetékből egy bekötő leágazás vezet a vízóráig (aknáig), onnan a fogyasztói vezeték az alapvezetékből, majd a felszálló, és vízszintes elosztó vezetékekből áll. A víznyomás max. 6 bar, efölött nyomáscsökkentőt alkalmaznak. Az ivóvíz vezeték elosztásakor a fogyasztási helyek (kifolyók) előtt biztonsági elzárókat alkalmaznak (csempeszelepek). A rendszer vízteleníthetősége érdekében folyamatos lejtéssel emelkedik a vezeték a fogyasztási helyekig. A vízóránál, vagy (pl. magasabb helyről alacsonyabb helyre menő külső vezeték esetén) az épület előtt víztelenítő főelzárót alkalmazunk, amit javítások, víztelenítés esetén lezárhatunk. 
Egyéni vízellátás esetén kútvízzel és hidroforral biztosítjuk a hideg ivóvíz ellátást. Ehhez engedélyes kút, és bemért vízminőség szükséges (ANTSZ engedély). 
A melegvíz-ellátás vízforrása az ivóvíz hálózat, melyhez egy vízmelegítő készüléket csatlakoztatunk, gáztüzelésű készülékek esetén átfolyós, vagy tartályos típust, ill. elektromos HMV készítő készüléknél általában tartályos (bojler) melegvíz-készítést alkalmazunk. Ritkán használt helyen, az épület távoli pontján, átfolyó elektromos vízmelegítő is használható. A melegvíz-készítéskor higiéniai szempontként felmerül, hogy a vezetékekben ne legyen állott, baktériumtelep kialakulását lehetővé tevő víz, valamint ilyen esetben időszakos fertőtlenítési lehetőséget is biztosítanak. A kilépő melegvíz maximális hőmérsékletét keverő automatikus csapokkal lehet beállítani. Nagyobb rendszerekben a veszteségek csökkentésére cirkulációs rendszer is épül. 
A vízellátásban keletkezett szennyezett víz elvezetése a csatornázási rendszerrel történik. A környezetvédelmi rendeletek szerint a közcsatornára rá kell kötni, egyébként környezetterhelési díjat kell fizetni. A csatorna a kifolyók helyétől egyenletes lejtéssel, eséssel jut el a tisztítóaknáig, ill. közterületi csatornába. Az esővizet nem feltétlenül lehet közcsatornába engedni, csak, ha a közcsatorna rendszer egyesített, egyébként külön esővíz közcsatorna kell, vagy magánterületen elszikkasztással nyeletik el az esővizet. A csatorna gáztalanítására függőleges szellőző vezetékeket alkalmaznak, ami az áramlás zavaró hatásait egyenlíti ki, és megtartja a vízzárakat, biztosítja az áramlást. Ha a közcsatorna szintje magasabban van, mint az épület alapvezetéke, akkor szennyvízátemelőt alkalmaznak. Ha az esővíz csatorna szintje van a közcsatorna alatt, akkor nagy esőzés visszafolyásának meggátlására visszafolyás elleni csappantyút alkalmaznak. 

## Gázellátás
A lakossági gázellátás Magyarországon nagyrészt vezetékes földgázellátással történik. A közterületen földbe fektetett vezetékek kezelői, ill a gázszolgáltatók adnak felvilágosítást a gázellátáshoz történő csatlakozás módjairól. A csatlakozásra külön szabályzat vonatkozik (GMBSZ). A csatlakozás függ a hálózat nyomásától (kisnyomás, növelt kisnyomás, középnyomás, nagyközép nyomás), a közterületi közművek, műtárgyak helyétől, a telken belüli vezetékek helyétől. A telken belül, a telekhatár mellett általában nyomáscsökkentő, főelzáró, de gázóra is elhelyezhető. A csatlakozó vezeték anyaga általában KPE, a környező tárgyak függvényében védőcsőben szerelve, a felállások acélcsőben készülnek. Gázmérők elhelyezésére erre megfelelő helyen az épületben kerül sor, szabványos vezetékkialakítás mellett, Maguk a fogyasztó készülékek is a biztonsági szabályoknak megfelelően helyezhetők el, (pl. lakószobában nem), ill. a nyitott, zárt, vagy kondenzációs készüléknek megfelelő módon, és légellátással. 
A gázkészülékek felszerelése, biztonsága szükségessé teszi, hogy egyúttal a szellőzés egyes módjait is a gáztervező határozza meg. 

## Légtechnika (szellőzés)
Komfort célú légtechnikai rendszer:
Létesítését többféle tényező indokolhatja: ilyenek pld. a szagok elszívása, helyiségek, köztük a külső nyílászáróval nem rendelkező helyiségek légellátása, hővisszanyerő szellőzés (energiamegtakarítás), felszabaduló légszennyezés koncentrátumának hígítása, vagy egyszerűen csak a légfűtés igénye.
Alapvetően megkülönböztethetünk szabadáramlású (gravitációs – indirect) és kényszeráramlású (ventilátoros – direkt) szellőzéseket. A gravitációs rendszerek alapelve az, hogy a levegőoszlop hőmérséklet-különbségének  (a két levegő sűrűség- különbség hatására felhajtóerő keletkezik) hatására nyomáskülönbség jön létre, és így áramlás indul meg. Ennek legismertebb példái az ipari csarnokok jellegzetes tetőgerinc-ablakos megoldásai, vagy a magas épületek szellőzőkürtői. Közvetve, gravitációs légellátás az az eset is, amikor nyílt égésterű fűtőberendezés kéményhuzata szívja be légbevezetőkön keresztül a légtérbe az égéslevegőt. Lakások gravitációs szellőzésének egyik lehetősége, hogy a konyhában, vagy WC-ben természetes huzatú kürtő vezeti el a helyiségek légbevezetőin beáramló levegőt. 
A gravitációs áramoltatás korlátait (gyk. kezelhetetlen légáram) oldják fel a ventilátor által létrehozott nyomáskülönbséget felhasználó rendszerek. A ventilátor, mint jellegzetes épületgépészeti berendezés a szivattyúkkal rokon. A szellőző rendszer létesítésének alapfeltétele, hogy legyen honnan szellőztetésre alkalmas friss levegőt vételezni, illetve hogy az elhasznált levegőt legyen hová "kidobni". A szellőztető levegőt befúvás előtt kezelni kell: ez szűréssel, léghevítéssel, léghűtéssel, nedvesítéssel, légszárítással, illetve speciális esetben sterilizálással történhet. Ez a légkezelés régebben falazott szerkezetekből épített légkezelőkben történt: ma már nagyobb igény esetén ún. modul rendszerű légkezelő szekrények az általánosak. A légkezelő egységet ezekből a szekrényekből állítják össze a kívánt légminőségnek és légmennyiségnek megfelelően.
A légtechnikai rendszer szembeötlő ismérve az épületgépészet többi rendszereihez képest "hatalmas" csőkeresztmetszetek, ill. családi házak hőcserélő szellőzéseinél az álmennyezetek. Ezekre azért van szükség, mivel a kisebb keresztmetszetben azonos mennyiségű levegő csak nagyobb sebesség mellett vihető át (lásd: hidraulikai fejezet), és ez levegő esetében kellemetlen zajhatással jár. Ezt a csőhálózatot méretei miatt igen nehéz (néha: lehetetlen) "elrejteni" az épületben.
A szellőztetett tér belső nyomásviszonyainak szempontjából megkülönböztetünk depressziós-, kiegyenlített- és túlnyomásos szellőzésű helyiségeket. A három kategóriát a helyiségbe befújt és elszívott levegő aránya adja meg: például ha nagyobb nyomással fújunk be, mint amilyennel elszívunk, akkor a helyiség túlnyomásos lesz (a többi eset ebből levezethető). A gyakorlatban ez a három kategória igazából kettő: kiegyenlített szellőzést a rendszer bizonytalanságai miatt igen nehéz csinálni, így a gyakorlatban ez is kismértékben depressziósan vagy túlnyomásosan fog működni. A nyomásviszony megválasztását elsősorban a szagok és a szennyező anyagok áramlásának figyelembe vétele indokolja: egy konyhában például nem célszerű túlnyomásos szellőzést csinálni, mivel ekkor a környező átjárható helyiségekbe is átterjedhet a kellemetlen szag. 
A közel nulla energiaigényű házak egyik legmegfelelőbb szellőzési rendszere a hőcserélő szellőzés, mely úgy takarít meg energiát, hogy a beszívott (télen) hideg levegőt a kifúvott meleg levegővel hőcserélőben felmelegíti, és maga a rendszer egy légelosztó légcsatorna hálózattal rendelkezik. A szellőzés mértéke ezzel mindenütt biztosítja a páramentességet, huzatmentességet, és a kézi szellőzés veszteségei is elkerülhetők.
Azonban mindegyik rendszer esetén végig kell vizsgálni a lakásba/épületbe benyíló, vagy kivezető összes nyílást, így nyitott égésterű fűtőkészüléket (kályha, kandalló, gázkazán, vízmelegítő, fali melegítő), befúvó vagy elszívó ventilátort, levegő bevezetőt, szellőző aknát, kémény kürtőt. Csak a zárt égésterű készülékek nem vesznek részt a lakás/épület szellőzésében (kondenzációs, vagy turbós kazán, gázkonvektor, külső légbevezetésű cserépkályha).
Depressziós rendszer:
Amikor egy szellőzést depressziósra választunk, és ezt kizárólag elszívással valósítjuk meg, akkor is gondolni kell a légutánpótlás útjára. Ennek legeklatánsabb rossz példája, amikor egy (esetleg elszívó ventilátoros) WC-hez csaknem hermetikusan záródó ajtót tesznek "a szagok kiáramlásának megakadályozására". (Ha az ajtórács nem megoldható, akkor is le lehet gyalultatni az ajtó aljából 1–2 cm-t.) Hasonlóan, egy konyhai tűzhely nagyteljesítményű elszívója hatástalan, ha nincs a konyhában megfelelő külső térből nyíló légbevezető. Ha ilyen esetben egy nyílt égésterű fűtőberendezés kéménye is a légtérben van, akkor az elszívó annak a füstjét fogja (tűz- és életveszélyes módon) leszívni.  
Mivel jelenleg a kéményseprés magánlakásokhoz nem kötelezően előírt szolgáltatás, érdemes áttekinteni a legjellemzőbb eseteket. Ha egy légtérben van nyitott égésterű kályha/kandalló és gáztűzhelyhez előírt konyhai elszívó, akkor szükség van egy reteszelésre a kályha hőmérséklete és a konyhai elszívó között, kb. 50 C fokos füstcső hőmérsékletnél az elszívónak meg kell állnia. (Természetesen az elszívóhoz légbevezetőt is fel kell szerelni.) Ha ugyanabban a térben egy nyitott égésterű gázkészülék is működik, pl. a fürdőszobában, ajtóval elválasztható térben, akkor a fürdőszoba ajtóra rugós záró zsanért kell felszerelni (automatikus ajtózáráshoz). Ilyenkor látszik, hogy van értelme a kerámialapos elektromos tűzhelynek, mert ahhoz nem kell égéslevegőt biztosítani, és az égésterméket elszívni, vagy a turbós gázkazánnak, mert nem kell rugós ajtózárás.  
Beszabályozás
A légtechnikai hálózatokra is vonatkozik a hidraulikai beszabályozás szükségessége, amire minden más rendszernél kényesebbek: a túl nagy fojtások ugyanis óhatatlanul zajosak lesznek. A zajoknak az áramlással összefüggő része azonban még így is a kisebbik hányad, a legnagyobb zajforrás maga a ventilátor: emiatt ma már szinte kötelező a légcsatorna hálózatba hangcsillapító elemek elhelyezése. Ezek azonban nem minden frekvencián hatásosak (mint köztudott, az emberi hallás elvileg a 20 Hz-es legmélyebb hangoktól a 20 kHz-es legmagasabb hangokig terjed), ráadásul nagy ellenállásuk miatt "túladagolásuk" nagyobb (és így zajosabb) ventilátor szükségességét vonja maga után. A paraméterek tehát egymás ellen dolgoznak…
A zaj másik megjelenési formája a két helyiség közti áthallás (a légcsatornákon keresztül): a hang terjedése ugyanis nem függvénye a levegő áramlási irányának (de a közbe eső közegek például: falak, válaszfalak minőségétől igen). Ilyen áthallást kell megakadályozni pl. hőcserélős szellőző rendszerekben.
A légcsatorna hálózat legvégén általában valamilyen rácsot találunk: ez a légtechnikai ellátottság vizuális megfelelője a helyiségben. A rácsok kivitele igen széles skálán mozog: ma már egész kis "tudományág" épült a légbefúvás- és elszívás technikáira. Azonban a kifúvó-, és beszívó rácsok fajtája befolyásolhatja a rendszer energiatakarékosságát, pl. a kifúvó rácsokhoz célszerű a túlnyomásra nyíló zsaluk alkalmazása, mert a szélnyomás így nem fordítja meg az áramlást. Beszívó nyílásoknál a szívó ventilátor nyomáskülönbsége és a szellőzött tér nyomása határozza meg, hogy milyen zsalut alkalmazunk, ill. mennyi nyomáskülönbség a megengedett.
A szellőztetett helyiségben mindenesetre fontos, hogy a szellőztető légmennyiség alaposan öblítse át a tartózkodási zónát (ez az ún. légvezetési rendszer megválasztásával biztosítható), anélkül, hogy huzatérzetet okozna. A két feltétel megintcsak egymásnak ellentmond, nehéz megtalálni az optimumot.
Fontos szempont, csak sajnos hazánkban ma még új rendszereknél sem gondolnak rá a tervezők, hogy a légcsatorna hálózatok tisztíthatóak legyenek. Ezen felül szükség van szűrőkre is. 
(Itt jutnak eszembe azok a -rendszerint amerikai- filmek, amelyekben a szereplők az irodából valamiért a szellőző rendszeren át menekülnek, és egy "kényelmes" közlekedésre alkalmas rendszeren másznak végig egyetlen pillangószelepbe ütközés nélkül…)
A tisztíthatóság fontos szempont, mivel a kezelt levegő sem tökéletes, és évek során nemcsak szervetlen, de organikus szennyezettség is felléphet. Erre a célra megfelelő helyekre tisztítóajtókat kell beépíteni, amelyeken át nagynyomású tisztítóberendezéssel (például gőzborotva) a tisztítás elvégezhető (gondolni kell a légcsatornából ilyenkor kifolyó szennyezett vízre is).
Tűzvédelem
Meg szeretném még említeni a légtechnikai rendszer passzív és aktív szerepét az épület tűzvédelmében. A légtechnikai komfort befúvó- és elszívóhálózatba minden egyes ún. tűzszakaszhatárra a tűz terjedését megakadályozó szerkezetet építenek (tűzcsappantyú: tűz esetén zár; füstcsappantyú: tűz esetén nyit[az égés 3 feltétele: éghető anyag + megfelelő hőmérséklet + oxigén].
Ebből a szempontból aktív szerepük van az ún. tűzvédelmi szellőzéseknek: ezek kizárólag tűz esetén működnek, és feladatuk az épületben az egyes tűzszakaszhatárok közti "zsilipek" és menekülési útvonalak füstmentesítése (olyan biztosító biztosítórendszerek, melyek megakadályozzák a tűz esetén a  friss levegő helysége juttatását).
Garázsok szellőztetése
Garázsszinttel ellátott épületekben ezen kívül légtechnikai rendszer feladata a gépkocsik által termelt CO biztonságosan alacsony szinten tartása. Lakások ill. családi házak garázsának szellőztetése általában nem igényel gépi szellőzést, és csak a kocsi beindításánál keletkező gázok elvezetése szükséges. Hosszabb szerelés, vagy járatás nyitott garázsajtókkal történhet. Ehhez az OTSZ az alapterület 1%-át kitevő nyílás biztosítását tekinti természetes szellőzésnek. Ezt állandóan nyitva tartani nem szükséges, csak a gépkocsi beindításakor. A garázs nyílászárókkal szellőzés tekintetében a többi helyiségtől lezsilipelhető.
Nyílászárók filtrációja
Nem szorosan a szellőzés témaköréhez tartozik ugyan, de fel szeretném vetni a frisslevegő-befúvással nem, csak kültérbe nyíló ablakkal rendelkező helyiségek egyik problémáját. Ez a probléma az utóbbi időben került előtérbe, amikor megjelentek a formatervezett ablakprofilok szinte tökéletes légzárással, illetve fokozott hőszigetelésű épületek. A gyakorlatban az ilyen ablak vitathatóan előnyös: a helyiség fűtéséhez szükséges energiaigényt csökkenti ugyan, de a minimális természetes légáramlást is megakadályozza. A helységnek kell egy bizonyos szellőzés, ezért nem szabad csak a nyílászárók hézagaira bízni a szellőzést, hanem erre a célra szolgáló (páratartalom szerint, vagy hőmérséklet szerint szabályozó) légbevezetőket, ill. hővisszanyerő szellőzést lehet alkalmazni. Ezek hiányában a helyiség levegőjében elszaporodhatnak a mikroorganizmusok, penészgomba-spórák, és penészesedést és/vagy betegségeket okozhatnak.